# Paula Freitas
Paula Freitas – miasto i gmina w Brazylii, w stanie Parana. Znajduje się w mezoregionie Sudeste Paranaense i mikroregionie União da Vitória.